# Kōshū
Kōshū (甲州市, Kōshū-shi) est une ville située dans la préfecture de Yamanashi, au Japon.

## Géographie

### Situation
Kōshū est située dans le nord-est de la préfecture de Yamanashi.

### Démographie
Lors du recensement national de 2010, la population de Kōshū était de 34 181 habitants, répartis sur une superficie de 264,01 km2. En novembre 2021, la population était de 30 498 habitants.

### Hydrographie
La source du fleuve Tama se trouve à Kōshū.

### Topographie
Le mont Daibosatsu est situé à la limité nord-est de la ville.

## Histoire
Kōshū a été fondée le 1er novembre 2005 par la fusion de la ville d'Enzan et des bourgs de Katsunuma et Yamato.

## Patrimoine culturel

### Gastronomie
La vigne (cépage Koshu) est cultivée à Kōshū.

### Patrimoine religieux
- Kogaku-ji

## Transports
Kōshū est desservie par la ligne Chūō de la JR East.

## Jumelages
Kōshū est jumelée avec :
- Beaune (France) depuis le 18 septembre 1976[2],
- Futtsu (Japon) depuis 1977,
- Ames (États-Unis) depuis 1993,
- Tourfan (Chine) depuis 2000.

## Symboles municipaux
Le raisin est un des symboles municipaux de Kōshū, avec le sakura et la bouscarle chanteuse (Cettia diphone).